# Martin Luther
Martin Luther OSA (/ˈluːθər/; tiếng Đức: [ˈmaʁtiːn ˈlʊtɐ] ⓘ; 10 tháng 11 năm 1483 – 18 tháng 2 năm 1546) là một nhà thần học người Đức, tu sĩ Dòng Augustinô, và là nhà cải cách tôn giáo.
Thần học theo quan điểm của Luther đã thách thức thẩm quyền của Giáo hoàng khi rao giảng niềm xác tín rằng Kinh Thánh là nguồn vô ngộ (không sai lầm) duy nhất của thẩm quyền tôn giáo, và địa vị tư tế được dành cho tất cả tín hữu (không dành riêng cho giới tăng lữ). Theo Luther, con người chỉ có thể được cứu rỗi bởi sự ăn năn thật, và bởi đức tin tiếp nhận Giê-su là Đấng Messiah, mà không cần vai trò trung gian của giáo hội. Thần học Luther là ý thức hệ soi dẫn cuộc Cải cách Kháng Cách và làm thay đổi dòng lịch sử nền văn minh phương Tây. Trên cơ sở những xác tín này Luther theo nhận thức của ông, muốn cải cách sự phát triển sai lầm của giáo hội và khôi phục lại giáo hội trong tình trạng khởi đầu. Trái với ý định ban đầu của Luther, đã có một sự phân ly trong giáo hội qua sự hình thành các Giáo hội Luther và các giáo phái khác của đạo Tin Lành.
Sau khi từ chối thần phục thẩm quyền Hoàng đế Karl V của Thánh chế La Mã và bị Giáo hội Công giáo Rôma dứt phép thông công, Luther bị đặt ngoài vòng pháp luật. Trong bối cảnh Tây Âu thời Trung Cổ với sự hiệp nhất chặt chẽ giữa Giáo hội Công giáo với các nhà cầm quyền thế tục, sự kiện học thuyết Luther về các quyền tự do cá nhân được phổ biến rộng rãi và giành được sự ủng hộ tích cực được xem là một hiện tượng chưa từng xảy ra.
Tư tưởng của Luther ảnh hưởng sâu đậm đến nền thần học của các giáo hội thuộc cộng đồng Kháng Cách, cũng như các truyền thống Cơ Đốc giáo khác. Nỗ lực của ông nhằm kêu gọi giáo hội trở về với sự dạy dỗ của Kinh Thánh đã dẫn đến sự hình thành những trào lưu mới trong Cơ Đốc giáo.
Bản dịch Kinh Thánh của Luther sang tiếng địa phương, cùng những nỗ lực đem Kinh Thánh đến với người dân thường đã tạo ra những ảnh hưởng sâu sắc trên đời sống tôn giáo và văn hóa Đức. Bản dịch này cũng đã giúp chuẩn hoá Đức ngữ, và góp phần cải thiện kỹ năng dịch thuật, cũng như tạo ảnh hưởng trên bản dịch Kinh Thánh Anh ngữ King James. Những bài thánh ca do ông sáng tác đã làm thay đổi cung cách thờ phụng tại các nhà thờ. Cuộc hôn nhân của ông với Katherina von Bora vào năm 1525 đã khởi đầu thông lệ cho phép các chức sắc giáo hội thuộc cộng đồng Kháng Cách kết hôn.

## Tuổi trẻ
Martin Luther sinh ngày 10 tháng 11 năm 1483 tại Eisleben, Đế quốc La Mã Thần thánh (nay thuộc lãnh thổ nước Đức), con của Hans và Margaretha Luther. Cậu bé chịu rửa tội vào ngày lễ thánh Martin nên được đặt tên theo vị thánh này. Cha của Martin sở hữu một mỏ đồng gần Mansfeld. Xuất thân nông dân, Hans quyết tâm biến con trai của mình thành một công chức và gởi chàng Martin trẻ tuổi đến học tại các trường ở Mansfeld, Magdeburg và Eisenach. Năm 1501, vào tuổi 17, Martin Luther đến học tại Đại học Erfurt, nhận văn bằng cử nhân vào năm 1502, và học vị thạc sĩ năm 1505. Chiều theo ước muốn của cha, Martin theo học luật cũng tại Đại học Erfurt. Song, do khao khát tìm kiếm ý nghĩa của cuộc sống, Luther bị thu hút bởi thần học và triết học, đặc biệt thích Aristotle, William xứ Ockham, và Gabriel Biel. Cậu cũng chịu ảnh hưởng sâu đậm từ hai trợ giáo, Bartholomäus Arnoldi von Usingen và Jodocus Trufetter, từ họ Luther học biết cách tra vấn mọi điều, ngay cả những nhà tư tưởng vĩ đại nhất, và kiểm tra mọi sự qua kinh nghiệm của chính mình.
Nhưng mọi sự đã thay đổi khi Martin Luther bị mắc kẹt trong một cơn giông bão với sấm sét dữ dội vào mùa hè năm 1505. Trong kinh hoàng, Martin đã cầu Thánh Anna giải cứu và hứa nguyện trở thành tu sĩ.
Luther bỏ trường luật, bán hết sách vở, ngày 17 tháng 7 năm 1505, vào dòng tu kín Augustine tại Erfurt. Hans Luther rất tức giận vì hành động này của con trai.

## Tìm kiếm Hoà giải với Thiên Chúa

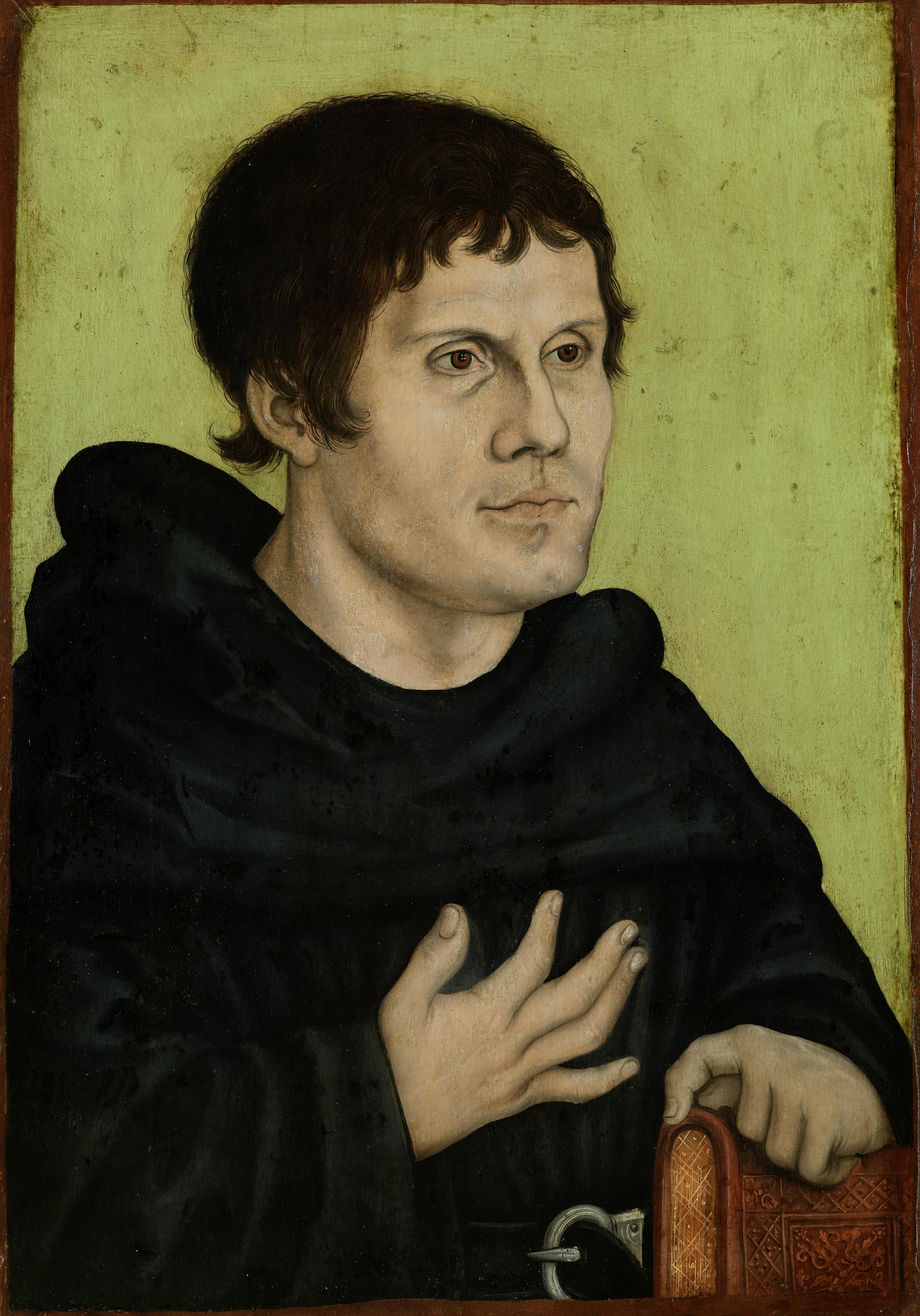
Luther khi là tu sĩ dòng Augustine

Martin Luther hết lòng hiến mình cho cuộc đời khổ hạnh tại tu viện, tận tụy với mọi việc lành hầu làm vui lòng Thiên Chúa và phục vụ người khác bằng cách cầu nguyện cho sự cứu rỗi linh hồn của họ. Luther thường xuyên kiêng ăn, tự hành xác, dành nhiều thì giờ để cầu nguyện cũng như đi hành hương và thường xuyên xưng tội. Nhưng nỗ lực càng nhiều Luther càng cảm thấy mình tội lỗi nhiều hơn.
Sau khi trở về từ chuyến hành hương đến Rôma năm 1511, Luther càng chìm sâu trong tuyệt vọng. Ông cảm nhận sâu sắc về tội lỗi và tình trạng bất xứng của mình, nhưng cùng lúc thấy mù mịt vì không tìm ra lối thoát. Lòng sùng tín theo kiểu cách thời Trung Cổ trở thành nỗi niềm cay đắng cho Luther, ông bỏ lễ misa và ngưng đọc kinh. Ông căm giận Thiên Chúa và oán hận ngài. Luther miêu tả giai đoạn này là tràn đầy sự thất vọng tâm linh. Ông nói, "Tôi không chịu đến với Chúa Kitô như là Cứu Chúa và Đấng An ủi, nhưng xem ngài như là cai tù và đao phủ của linh hồn tôi."
Cha bề trên của Martin Luther, Johann von Staupitz, tin rằng chàng tu sĩ trẻ tuổi cần được giải thoát khỏi trạng thái trầm tư u uất, ra lệnh cho Martin tập chú vào nghiên cứu học thuật.
Năm 1507, ông được thụ phong linh mục. Năm 1508, ông bắt đầu học thần học tại Đại học Wittenberg. Ông nhận bằng cử nhân về nghiên cứu Kinh Thánh năm 1508 và cử nhân tu từ học (môn học bắt buộc cho ngành thần học vào thời Trung Cổ) vào năm 1509. Đại học Wittenberg cấp bằng tiến sĩ thần học cho ông năm 1512. Ông cũng được phong chức giáo sư dạy về Kinh Thánh (Lectura in Biblia) và đã giữ ghế này suốt cuộc đời mình.

## Khám phá Ân sủng của Thiên Chúa
Những yêu cầu trong thời gian học tập cũng như khi chuẩn bị giáo trình giảng dạy sau này đã dẫn Martin Luther vào việc nghiên cứu Kinh Thánh cách chuyên sâu. Chịu ảnh hưởng học thuyết nhân văn (humanism) phải đi đến tận gốc rễ của vấn đề đang nghiên cứu, ông đắm mình trong lời dạy của Kinh Thánh và các giáo phụ.
Martin Luther thuật lại rằng bước đột phá sâu sắc đến với ông vào năm 1513, lúc đang giảng dạy sách Thi thiên (Thánh vịnh). Khi đang chuẩn bị bài giảng cho học kỳ sắp tới, ông bắt gặp câu này trong Thi thiên 31: 1, "Xin hãy lấy sự công chính Ngài mà giải cứu tôi". Đây là một câu Kinh Thánh quen thuộc, nhưng vào thời điểm ấy nó đến với Luther như một vết dao cắt. Ông cảm thấy sự công chính của Thiên Chúa thật đáng kinh khiếp: luôn nhắc nhở ông về tội lỗi của mình, khiến ông nghĩ về Chúa như một đấng khắc nghiệt, chực chờ đoán phạt con người dựa trên một sự công chính mà con người không bao giờ với tới. Luther quay sang những luận giải của Phao-lô chép trong thư La Mã 3: 23-24 để thấy mình bị cuốn sâu hơn vào tình trạng căng thẳng và tuyệt vọng. Đức tin đặt vào Chúa Cơ Đốc càng nâng cao những chuẩn mực đạo đức của Thiên Chúa, theo cách hiểu của Luther vào lúc ấy, là đấng sẵn sàng ra tay trừng phạt con người đang đắm chìm trong tội lỗi.
Trong nhiều ngày, Luther cố tra xem, tìm kiếm từ những câu chữ của Phao-lô hầu có thể tìm thấy ý nghĩa chân xác của kinh văn, cho đến khi ánh sáng soi rọi tâm trí ông để nhận ra rằng sự công chính của Thiên Chúa không phải là động lực thúc đẩy ngài trừng phạt tội nhân, nhưng là sự công chính dẫn đến sự tha thứ tội lỗi, bởi đó chúng ta được xưng công chính trước mặt Thiên Chúa, nhờ ơn thương xót của ngài thể hiện qua sự cứu chuộc trong Chúa Giê-xu. Chỉ bởi đức tin mà chúng ta được xưng công chính. Sự xưng công chính ấy là sự ban cho từ Thiên Chúa, không phải bởi công đức của chúng ta.
Ông nhận ra rằng mệnh đề "sự công chính của Thiên Chúa" trong La Mã 1: 17 không có nghĩa là sự công chính chủ động, theo đó con người được xưng công chính bởi Thiên Chúa dựa trên công đức của chính họ, nhưng là sự công chính thụ động, theo đó con người nhận lãnh sự công chính từ Thiên Chúa qua công đức trọn vẹn, sự sống, sự chết và sự phục sinh của Chúa Giê-xu. Chỉ bởi sự công chính này mà con người mới được Thiên Chúa chấp nhận. Những thuật ngữ như sám hối và công chính chỉ nên được hiểu theo nghĩa ấy. Càng nghiên cứu Kinh Thánh, Martin Luther càng tin rằng giáo hội đã đánh mất khả năng nhận biết những chân lý căn cốt này. Và đối với Luther, quan trọng hơn hết thảy là giáo thuyết được xưng công chính chỉ bởi đức tin. Ông viết,
| “ | Vầng đá nền vững chãi này mà chúng ta gọi là giáo lý xưng công chính, là trọng tâm của toàn bộ nền thần học Cơ Đốc mà mỗi người yêu kính Thiên Chúa cần phải thấu suốt. | ” |

Luther hiểu rằng sự xưng công chính hoàn toàn là công việc của Thiên Chúa. Trái với giáo huấn thời đó dạy rằng hành vi công chính của người tín hữu là những hành động cùng thực thi với sự hợp tác của Thiên Chúa, Luther viết rằng người tín hữu nhận lãnh sự công chính như một sự ban cho, không phải tự mình hoàn thiện; sự công chính không chỉ đến từ Chúa Cơ Đốc, nhưng đó chính là sự công chính của ngài, và ngài dành cho chúng ta khi chúng ta lấy đức tin để nhận lãnh. "Đó là lý do tại sao chỉ có đức tin mới có thể khiến chúng ta trở nên công chính và làm trọn luật pháp", Luther viết. "Đức tin khiến chúng ta nhận lãnh Chúa Thánh Linh qua công đức của Chúa Cơ Đốc." Đức tin, theo Luther, là món quà đến từ Thiên Chúa. Ông luận giải về sự xưng công chính:
| “ | Trước tiên và quan trọng hơn hết: Chúa Giê-xu, Thiên Chúa và Chúa của chúng ta, đã chết vì tội lỗi chúng ta, đã sống lại để chúng ta được xưng công chính (La Mã 3: 24, 25). Chỉ mình Ngài là Chiên con của Thiên Chúa, là đấng cất bỏ tội lỗi của thế gian (Phúc âm John 1:29), và Thiên Chúa đặt trên Ngài mọi sự vi phạm của chúng ta (Isaiah 53:6). Chúng ta đều đã phạm tội, và được xưng công chính, không phải bởi công đức và việc làm của mình, bèn là bởi ân điển của Chúa, qua sự cứu chuộc trong Chúa Giê-xu, trong huyết Ngài (La Mã 3: 23-25). Đây là điều cần thiết cho đức tin. Không thể đạt được điều này qua việc làm hay công đức. Như vậy, thật rõ ràng và chắc chắn rằng chúng ta được xưng công chính chỉ bởi đức tin.... Chúng ta không được xem nhẹ hay chối bỏ những tín lý này, ngay cả khi trời, đất và mọi sự đều qua đi. | ” |

Với niềm vui tìm ra chân lý, Martin Luther khởi sự giảng dạy niềm xác tín rằng cứu rỗi là sự ban cho bởi ân điển của Thiên Chúa, được nhận lãnh bởi đức tin và lòng tin cậy vào lời hứa của Thiên Chúa tha thứ tội lỗi, dựa trên sự chết của Chúa Giê-xu trên thập tự giá.

## Tranh luận về phép giải tội

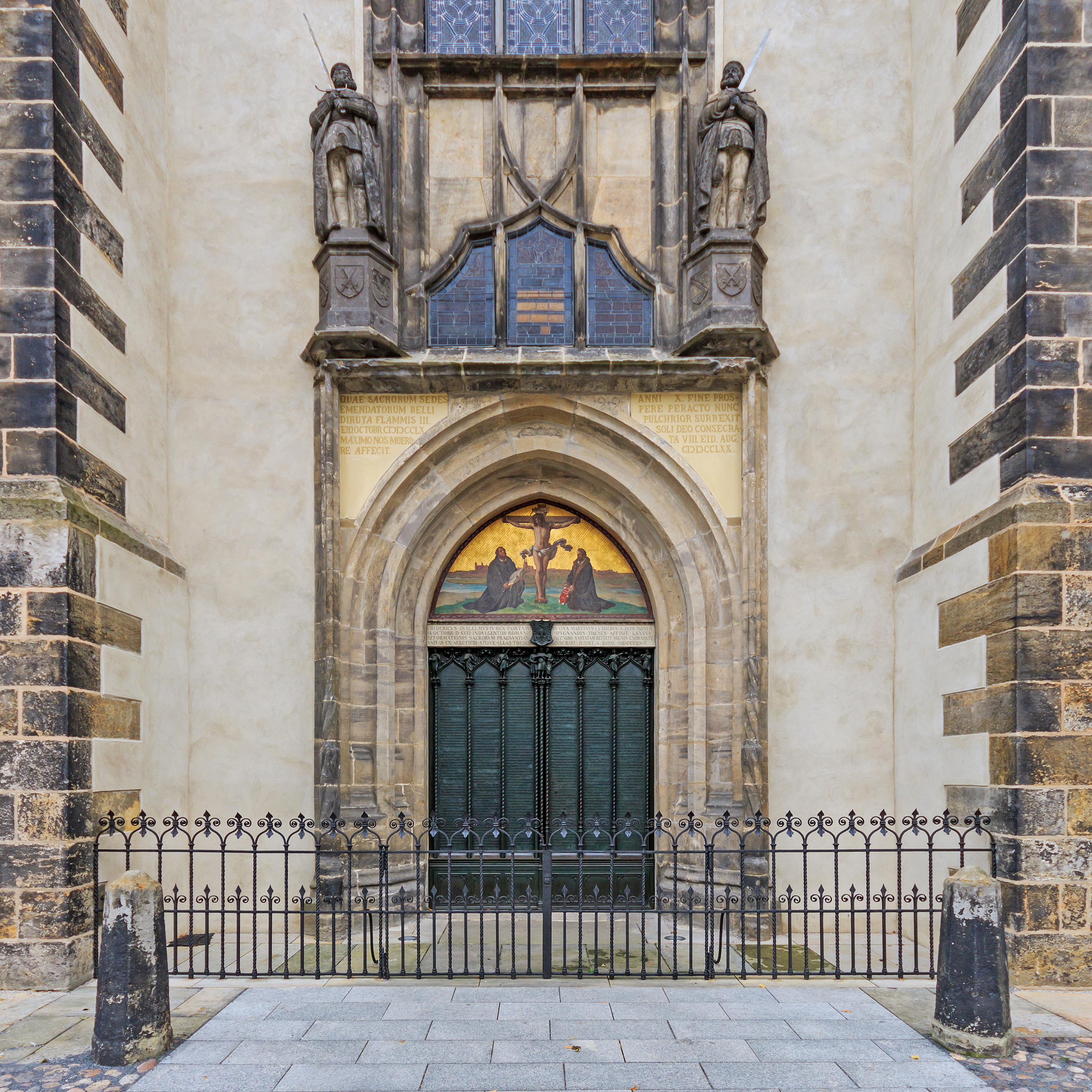
Cửa Nhà thờ Lâu đài Wittenberg, nơi Luther treo 95 luận đề khởi phát cuộc Cải cách.

Lần đầu tiên Martin Luther công khai thách thức quyền lực của Giáo hoàng là vào năm 1517, về việc bán phép giải tội (indulgence). Câu hỏi được đặt ra là liệu giáo hoàng (hoặc bất kỳ ai khác ngoài Chúa Cơ Đốc) có quyền lực hoặc thẩm quyền sử dụng công đức của Chúa Giê-xu và các thánh để cứu những người đang bị giam trong ngục luyện tội (purgatory) hay không.
Luther căm ghét việc bán phép giải tội, ông tin rằng phép giải tội chẳng có ích lợi gì cho việc cứu rỗi linh hồn ngoài mục đích làm đầy túi các chức sắc giáo hội. Ông cũng tin rằng việc mua bán phép giải tội sẽ khuyến khích phạm tội vì khiến người ta tin rằng có thể dùng tiền mua được sự xá tội. Martin Luther cũng hành hương đến La Mã vào năm 1510 nhưng chỉ để cảm thấy ghê tởm nơi mà ông cho là đầy dẫy sự tham lam và thối nát.
Năm 1517, Tổng giám mục Magdeburg và Halberstadt, Albert von Hohenzollern, muốn có thêm tước vị Tổng giám mục Mainz (tước vị này mang lại nhiều lợi lộc và quyền lực của một tuyển đế hầu), nhưng theo luật giáo hội không ai có thể cai quản cùng lúc hai giáo phận. Tuy nhiên, vì cần tiền để xây dựng Vương cung thánh đường Thánh Phêrô, Giáo hoàng Leo X cho phép Albert nhận lãnh tước vị sau khi nộp tiền phạt vì vi phạm giáo luật. Vì phải vay mượn để nộp phạt nên Albert được phép bán phép giải tội để có tiền trả nợ. Một tu sĩ Dòng Đa Minh tên Johann Tetzel được sai đi khắp giáo phận của Albert bán phép giải tội, và Tetzel đã tỏ ra rất thành công trong công việc được giao phó. Frederick Hiền nhân, Vương hầu xứ Saxony mà Luther là một thần dân, sở hữu một bộ sưu tập lớn các thánh tích. Bộ sưu tập này thu hút đông người đến chiêm ngưỡng vào ngày lễ Các thánh. Nhân dịp này Tetzel cũng đến Wittenberg để bán phép giải tội.
Ngày 31 tháng 10 năm 1517, Luther viết thư cho Albrecht, Tổng Giám mục Mainz và Magdeburg, phản bác việc bán phép giải tội, đính kèm một bản sao tiểu luận Tranh luận của Martin Luther về Quyền năng và Hiệu lực của Phép Ân Xá, được biết đến dưới tên 95 Luận đề. Hans Hillerbrand viết rằng Luther không có ý định đối đầu với giáo hội, nhưng xem cuộc tranh luận là một sự phản biện về học thuật đối với các tập tục của giáo hội, văn phong của ông thể hiện chủ tâm "tra cứu hơn là lập thuyết." 
Luther bắt đầu thuyết giảng bác bỏ phép giải tội, và theo truyền thuyết, ông treo 95 luận đề tại cửa nhà thờ của lâu đài Wittenberg (nơi treo các thông báo của viện đại học), theo thông lệ vào thời ấy, nhằm mở ra cuộc tranh luận về phép giải tội. Những luận đề của Luther tố cáo sự tham lam và tinh thần thế tục đang phổ biến trong giáo hội (thể hiện qua việc bán phép giải tội), và yêu cầu mở ra tranh luận về thần học. Ngay tức khắc các luận đề này được dịch từ tiếng Latinh sang tiếng Đức, được in ấn, và phổ biến. Đây là cuộc tranh luận đầu tiên trong lịch sử có sự hỗ trợ của máy in. Chỉ trong vòng hai tuần lễ chúng đã được phổ biến rộng rãi trên toàn nước Đức, và chỉ trong hai tháng chúng được tìm thấy trên toàn lãnh thổ châu Âu.

## Phản ứng của Giáo hoàng

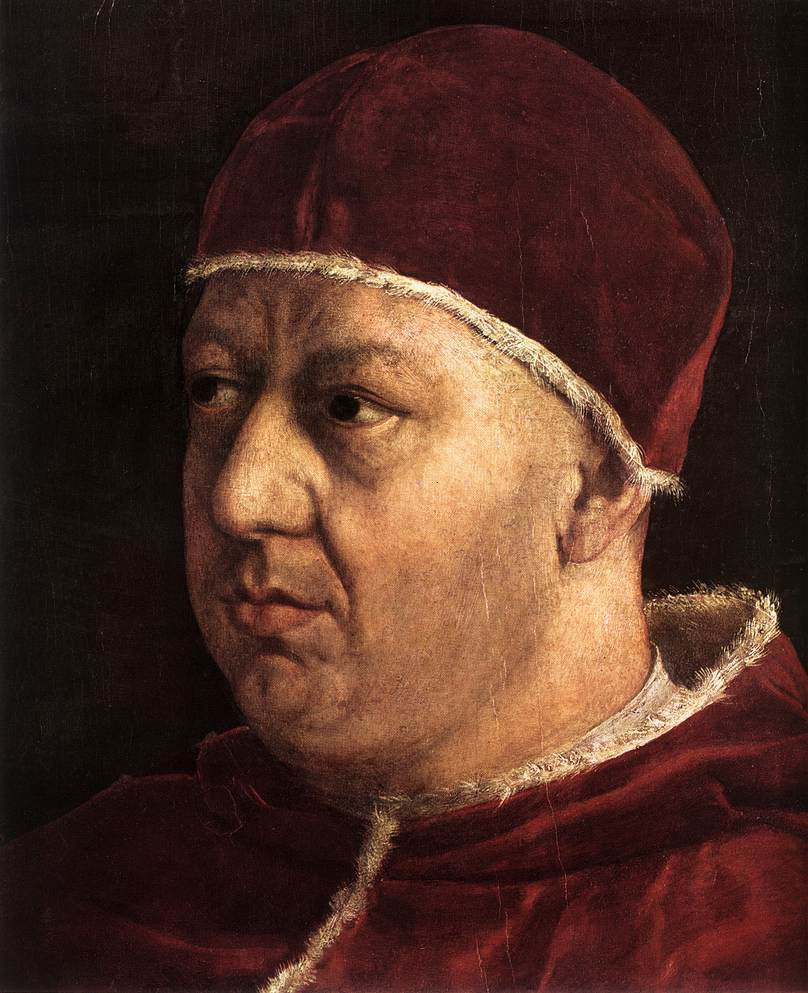
Giáo hoàng Leo X, tranh Raphael.

Sau khi tỏ ra xem thường "gã người Đức viết các luận đề khi say rượu, khi tỉnh ra anh ta sẽ đổi ý", Giáo hoàng Leo X vào năm 1518 chỉ thị Silvester Mazzolini, giáo sư thần học Dòng Đa Minh, xem xét vấn đề này. Nhận thấy Luther là một mối nguy hiểm tiềm tàng, Mazzolini công bố Martin Luther là kẻ dị giáo và viết một bài phản bác các luận đề nhằm khẳng định thẩm quyền của Giáo hoàng trên giáo hội Công giáo và khuyến cáo bất cứ sự chệch hướng nào cũng bị coi là dị giáo.
Khi đang tham dự một hội nghị của Dòng Augustinô tại Heidelberg, Martin Luther nhận được lệnh triệu tập đến La Mã. Trong khi vẫn tỏ ý trung thành với giáo hội, ông bắt đầu bác bỏ quyền lực tuyệt đối của Giáo hoàng.
Vì muốn giữ sự hoà hảo với Vương hầu Frederick, người có khả năng được bầu chọn làm hoàng đế cho Đế quốc La Mã Thần thánh và đang tỏ ra muốn bảo vệ Martin Luther, Giáo hoàng chọn giải pháp ôn hoà nhằm thuyết phục Martin Luther ngưng đả kích giáo hội rồi viết thư tỏ ý thuận phục Giáo hoàng và soạn một luận văn nhằm tôn vinh giáo hội La Mã. Bức thư được viết nhưng không được gởi đi vì Martin Luther vẫn giữ nguyên chính kiến, sau này ông cũng viết một luận văn nhưng nhằm mục đích bác bỏ mọi linh nghiệm của phép giải tội dù ông vẫn thừa nhận ngục luyện tội, phép giải tội và sự cầu thay của các thánh.
Cùng với một người bạn, Carlstadt, Martin Luther tham dự cuộc tranh luận với John Eck tại Leipzig từ 27 tháng 6 – đến 18 tháng 7 năm 1519. Tại đây ông đã bác bỏ quyền lực tối thượng của ngai Giáo hoàng, cho rằng "quyền cầm giữ chìa khoá nước Trời" là được ban cho toàn thể Hội thánh (nghĩa là cho tất cả tín hữu), ông cũng khẳng định rằng giáo hội La Mã không giữ vai trò ưu việt nào trong sự cứu rỗi.

## Bất đồng gia tăng
Trong khi đó, các tác phẩm của Martin Luther ngày càng được phổ biến rộng rãi hơn, lan truyền đến Pháp, Anh, và Ý vào đầu năm 1519. Nhiều sinh viên tìm đến Wittenberg để nghe các bài thuyết giảng của Martin Luther và Philipp Melancthon. Năm 1518, Melancthon tìm đến để cộng tác với Luther.
Trong Thư gửi giới Quý tộc Đức, ấn hành vào tháng 8 năm 1520, Luther tin rằng cuộc cải cách đến từ ý muốn của Thiên Chúa nhưng đã bị khước từ bởi Giáo hoàng và giới tăng lữ, ông cũng kêu gọi cải cách nhiều lãnh vực từ trong giáo hội ra ngoài xã hội. Trong Đường dẫn đến sự Lưu đày tại Babylon của Giáo hội ông luận bàn về các thánh lễ, bác bỏ chủ nghĩa hình thức trong cử hành các thánh lễ và, theo ông, chỉ có Tiệc Thánh và Báp têm nên được kể là thánh lễ.
Ngày 15 tháng 6 năm 1520, Giáo hoàng cảnh cáo Luther (chiếu chỉ Exsurge Domine) có thể bị dứt phép thông công (vạ tuyệt thông) nếu trong vòng 60 ngày không chịu rút lại 41 câu, trong đó có 95 luận đề.
Sau khi thẳng thừng khước từ vâng phục mệnh lệnh của Giáo hoàng, ngày 3 tháng 1 năm 1521, Martin Luther bị khai trừ khỏi giáo hội.

## Nghị viện Worms

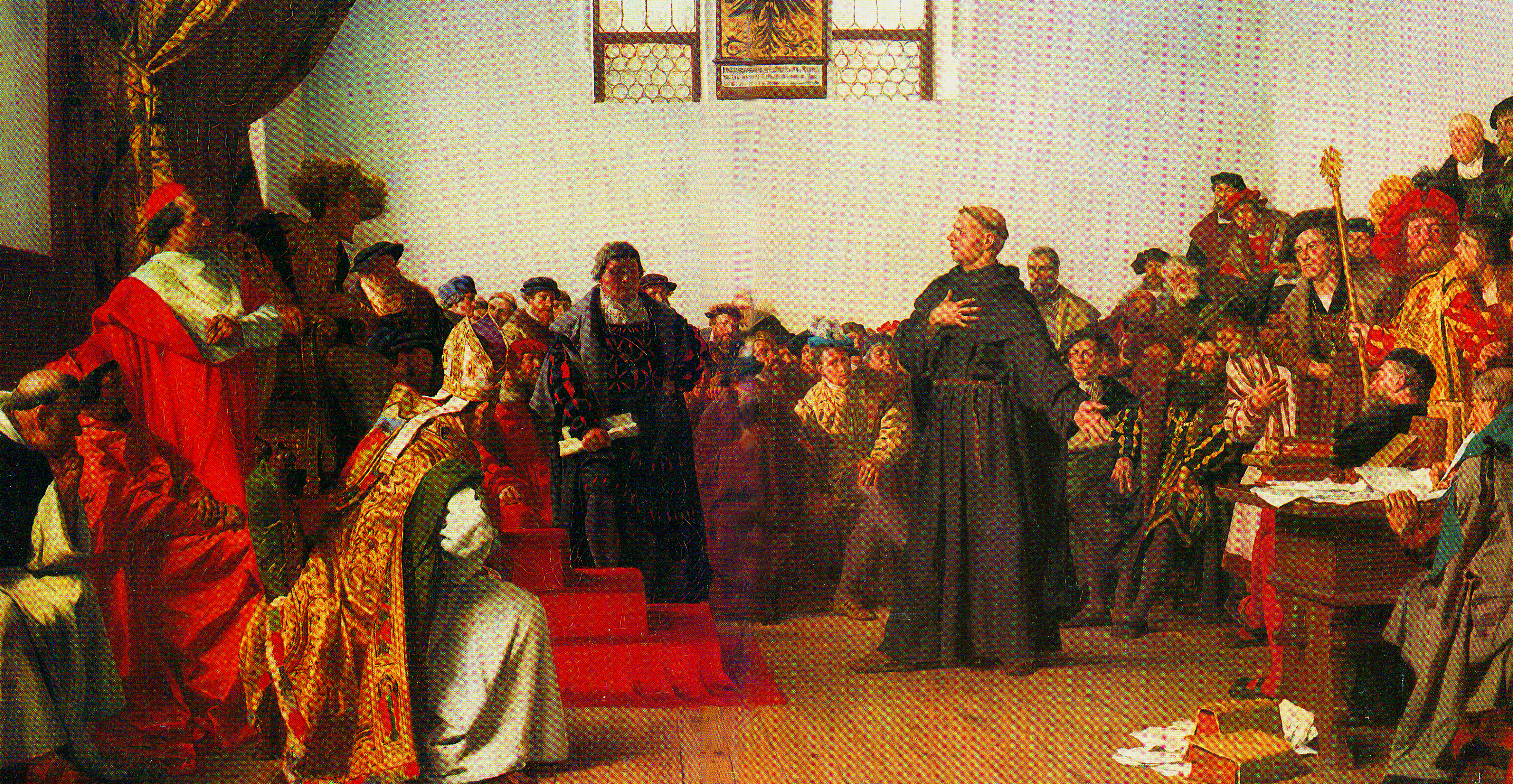
Luther tại Nghị viện Worms.

Hoàng đế Thánh chế La Mã là Karl V khai mạc Nghị viện của Đế chế tại Worms ngày 22 tháng 1 năm 1521. Martin Luther được triệu tập để xác định lập trường của mình trước hoàng đế và nghị viện. Ông được hoàng đế cam kết bảo vệ an toàn trong thời gian này.
Tại đây, John Eck, trong tư cách là phát ngôn nhân của hoàng đế, đối diện Luther với câu hỏi: "Ông có đồng ý bác bỏ các cuốn sách của ông cùng những điều lầm lạc được chép ở trong?". Câu trả lời của Luther là: "Trừ khi được thuyết phục bởi Thánh Kinh và lý trí – tôi không công nhận thẩm quyền của các giáo hoàng và các công đồng vì họ tự mâu thuẫn với nhau – lương tâm của tôi chỉ thuận phục Lời của Thiên Chúa, bởi vì chống lại lương tâm thì không đúng và cũng không an toàn".
| “                                                      | Tôi đứng đây; tôi không thể làm gì khác. Nguyện Thiên Chúa phù hộ tôi. Amen! | ” |
| —Martin Luther, phát biểu trước Nghị viện Worms (1521) |                                                                              |   |

Trong năm ngày kế tiếp, các phiên họp kín được triệu tập để quyết định số phận của Luther. Ngày 25 tháng 5 năm 1521, Hoàng đế trình bày bản thảo Chiếu chỉ Worms tuyên bố Luther bị đặt ngoài vòng pháp luật, cấm các tác phẩm của ông, và yêu cầu bắt giữ ông, "Ta muốn bắt giữ và trừng phạt hắn như là một tên dị giáo xấu xa." 
Chiếu chỉ kể là tội phạm bất cứ ai chứa chấp hoặc cấp dưỡng cho Luther, và cho phép mọi người giết Luther mà không phải chịu trách nhiệm trước pháp luật.

## Ẩn náu tại lâu đài Wartburg

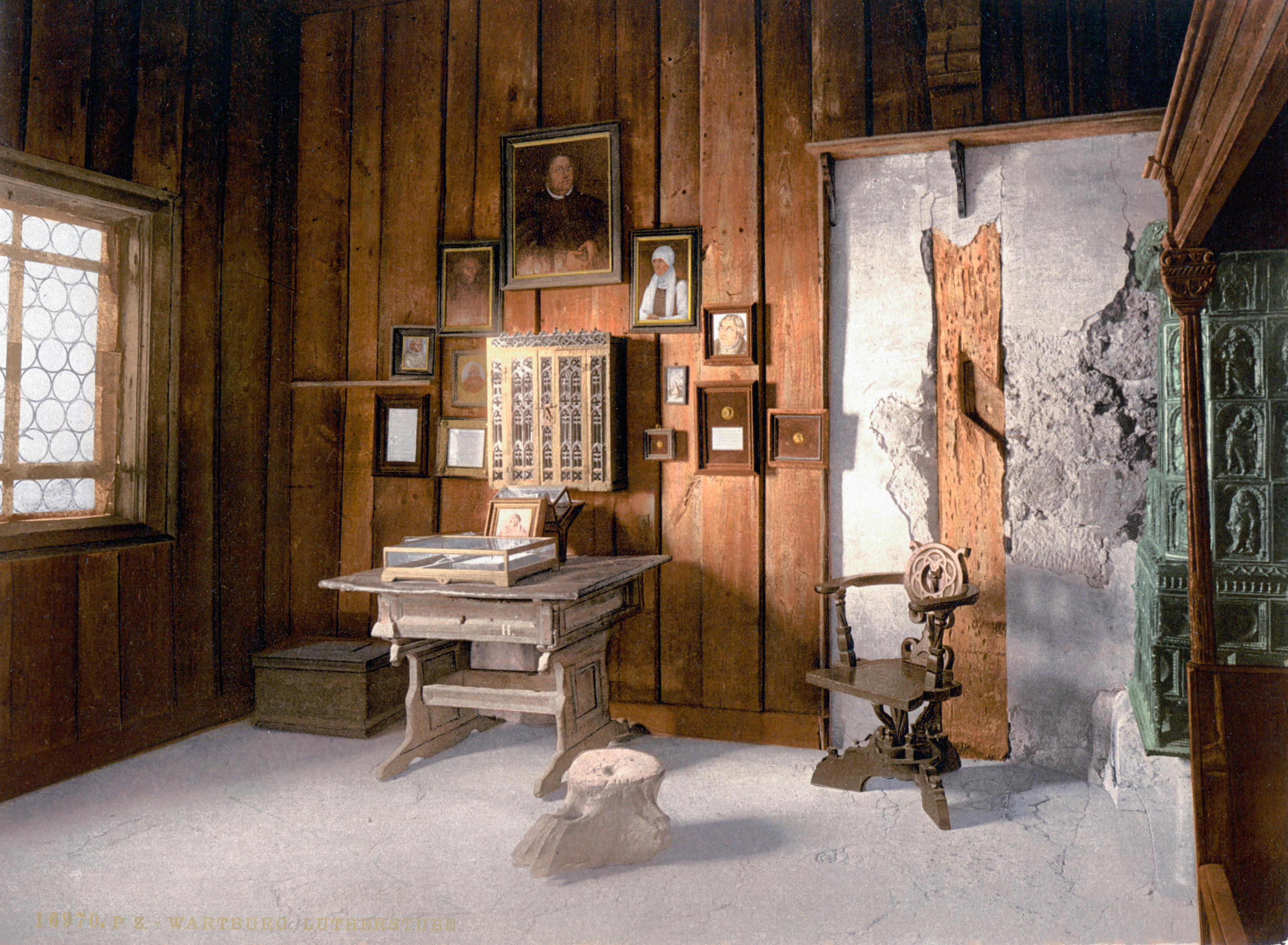
Căn phòng trong Lâu đài Wartburg, nơi Luther dịch Tân Ước sang tiếng Đức. Ấn bản đầu tiên của bản dịch được đặt trong ngăn kéo của bàn viết.

Việc Martin Luther mất tích trên đường về là một phần trong kế hoạch của Vương hầu Frederick nhằm bảo vệ ông. Một nhóm gồm năm kỵ sĩ bịt mặt chặn bắt Martin Luther khi ông vừa rời khỏi Nghị viện Worms và đưa ông về lâu đài Wartburg. Tại đây ông phải mặc trang phục hiệp sĩ, để râu dài và được gọi dưới tên Junker Jorg (Hiệp sĩ George).
Trong thời gian ẩn dật, Luther vẫn tiếp tục làm việc cật lực, lần này ông bắt tay dịch sang tiếng Đức bản Kinh Thánh Tân Ước nổi tiếng (được ấn hành năm 1522).
Trong khi đó, các thành phần cực đoan bắt đầu gây dựng thanh thế bên trong phong trào cải cách, và đặt phong trào còn non trẻ này vào nguy cơ bị dẫn đi lệch hướng khỏi tôn chỉ ban đầu, đặc biệt là khi những người Anabaptist đến từ Zwickau gia nhập nhóm này để đẩy nhanh tình trạng hỗn loạn vốn đã bộc phát từ khi Luther vắng mặt.
Bất đồng với quan điểm cực đoan của nhóm này và hết sức quan ngại về những hậu họa do họ gây ra, ngày 6 tháng 3 năm 1522, Luther bí mật trở về Wittenberg.
"Trong khi tôi vắng mặt," ông viết cho Vương hầu Frederick, "Sa-tan đã đột nhập vào bầy chiên, gây biết bao tàn hại mà tôi không thể nào cứu chữa được nếu chỉ bằng thư tín, tình thế đòi hỏi phải có sự hiện diện và tiếng nói của tôi."

## Trở lại Wittenberg
Trong vòng tám ngày trong Tuần thánh, khởi đi từ chủ nhật ngày 9 tháng 3 và kết thúc vào chủ nhật sau, Luther đã thuyết giảng tám lần. Trong tám bài giảng này, ông dẫn dắt thính giả vào tâm điểm của những giá trị căn cốt của Cơ Đốc giáo như tình yêu thương, đức nhẫn nại, bác ái, và sự tự do, cũng như nhắc nhở họ cần phải tin cậy Lời Thiên Chúa thay vì dùng bạo lực để tiến hành những cải cách cần thiết. Ông nói,
| “ | Các bạn có biết ma quỷ nghĩ gì khi nhìn thấy chúng ta sử dụng bạo lực để truyền bá phúc âm? Đằng sau những đám lửa hỏa ngục, ma quỷ ngồi khoanh tay, đôi mắt hiểm độc và nụ cười ghê rợn, rít lên rằng, "À, những tên điên khùng này đang làm đúng ý ta! Cứ để chúng tiếp tục, rồi ta sẽ hưởng lợi. Thật vui thích biết bao." Nhưng khi ma quỷ nhìn thấy Lời Thiên Chúa được rao giảng và hiển lộ quyền năng, ma quỷ sẽ co rúm lại và run rẩy vì khiếp sợ. | ” |

## Cuộc Nổi dậy của Nông dân
Xét trên nhiều khía cạnh, cuộc nổi dậy này là sự đáp ứng của nông dân đang sống dưới áp bức đối với lời giảng của Martin Luther và các nhà cải cách khác. Dù đã bộc phát nhiều cuộc nổi dậy ở quy mô nhỏ từ thế kỷ 15, nhưng khi nhiều nông dân tin rằng việc Martin Luther đả kích giáo hội và hệ thống giáo quyền có nghĩa là các nhà cải cách sẽ ủng hộ một cuộc tấn công vào bộ máy cầm quyền của Đế chế, thì họ bắt đầu tiến hành cuộc nổi dậy. Các cuộc nổi dậy khởi phát từ Swabia, Franconia và Thuringia vào năm 1524, nhận được sự ủng hộ rộng rãi từ nhiều nông dân và một số quý tộc bất mãn. Được củng cố lực lượng cùng lúc với sự xuất hiện của nhà lãnh đạo mới, Thomas Müntzer, các cuộc nổi dậy lẻ tẻ trở nên một cuộc chiến tranh toàn diện.
Lúc đầu Martin Luther tỏ ra có thiện cảm với nông dân, ông kết án các áp bức từ giới quý tộc, mặc dù vẫn nhắc nhở giới nông dân cần phải tuân phục bậc cầm quyền. Nhưng khi bạo động bùng nổ, các tu viện, tòa Giám mục, và thư viện bị đốt phá, Luther quay sang chống đối cuộc nổi dậy. Vì phải tìm kiếm sự ủng hộ và bảo vệ từ các vương hầu, ông tránh né đối đầu với họ. Ông khuyến khích giới quý tộc đối xử nặng tay với những người nổi dậy. Từ đó, nhiều người trong giới nông dân nhìn Luther như một kẻ phản bội. Cuộc khởi nghĩa nông dân kết thúc vào năm 1525 khi lực lượng nổi dậy bị tiêu diệt bởi các đạo quân của Liên minh Swabia.

## Kinh Thánh tiếng Đức

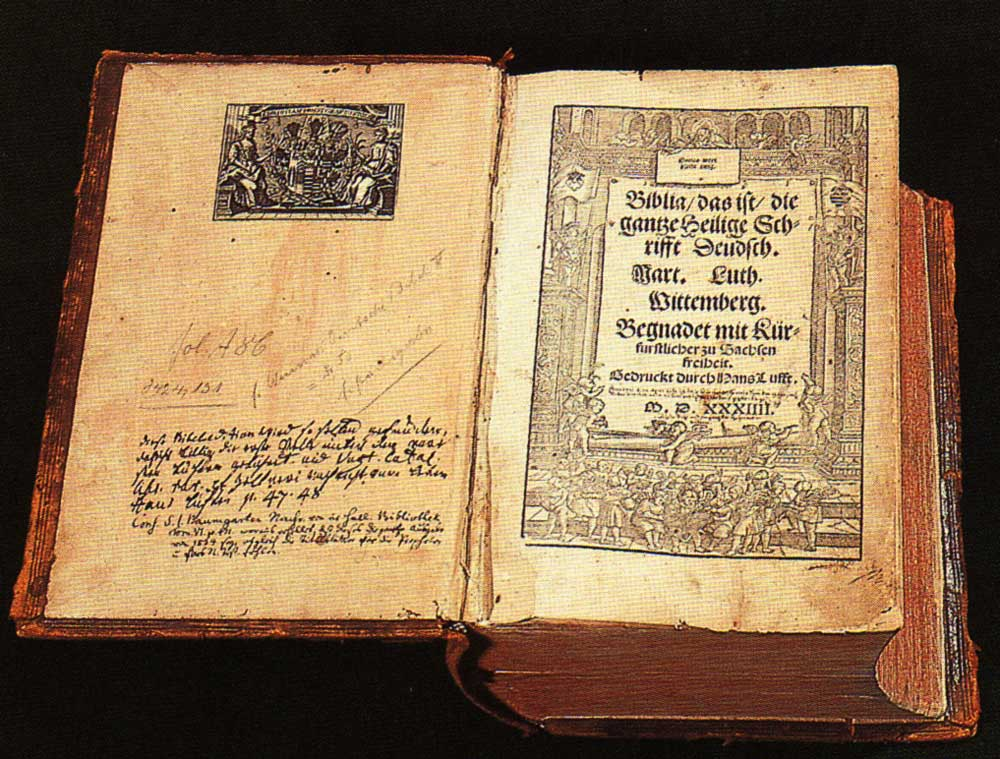
Bản Kinh Thánh năm 1534 của Luther.

Việc Martin Luther dịch Tân Ước ra tiếng Đức giúp người dân thường dễ tiếp cận hơn với Kinh Thánh, đồng thời làm suy giảm ảnh hưởng của giới tăng lữ. Ông đã sử dụng bản tiếng Hy Lạp của Erasmus để dịch. Trong thời gian dịch thuật, ông thường đến các thị trấn lân cận, vào các ngôi chợ để lắng nghe người dân nói chuyện với nhau nhằm có thể đưa ngôn ngữ đại chúng vào bản dịch của ông.
Tận dụng thời gian nhàn rỗi khi đang ẩn náu tại Lâu đài Wartburg, năm 1521 Luther một mình bắt tay dịch Kinh Thánh sang tiếng Đức. Theo Philip Schaff, nhà thần học thế kỷ 19, chỉ riêng công trình này cũng đủ để Luther được công nhận là một trong số những người đóng góp nhiều nhất cho các dân tộc nói tiếng Đức.
Bản dịch Tân Ước của Luther xuất bản vào tháng 9 năm 1522. Đến năm 1534, ông hoàn tất bản dịch Cựu Ước với sự cộng tác của Johannes Bugenhagen, Justus Jonas, Caspar Creuziger, Philipp Melanchthon, Matthäus Aurogallus, và George Rörer. Luther vẫn tiếp tục chỉnh sửa bản dịch cho đến cuối đời.
Bản dịch Kinh Thánh của Luther đã đóng góp vào sự hình thành ngôn ngữ Đức đương đại, được xem là dấu mốc trong nền văn chương Đức. Bản Kinh Thánh năm 1534 của Luther tạo ảnh hưởng trên bản dịch của William Tyndale, là ấn bản tiền thân cho bản Kinh Thánh Vua James. Philip Schaff nhận xét về bản dịch này:
Với bản dịch Cựu Ước ấn hành năm 1534, Martin Luther hoàn tất công trình dịch thuật toàn bộ Kinh Thánh. Công trình này giúp chuẩn hóa ngôn ngữ Đức và được xem là dấu mốc quan trọng trong lịch sử văn học Đức.